# Ebrima Drammeh
Ebrima Drammeh (* 1937 in Bathurst; † 18. April 2013 (gemeldet)) war ein gambischer Fußballspieler.

## Leben
Drammeh besuchte 1943 bis 1949 die Mohammedan Primary School und anschließend von 1949 und 1955 die Methodist Boys High School. Nach Abschluss der Schule arbeitete er in der PHD-Vermessungsabteilung  bis zum Rang eines Chef-Vermessers. Dort arbeitete er bis zu seiner Pensionierung weiter und hatte später ein eigenes Unternehmen für Vermessungsgutachten.
Er war stellvertretender Vorsitzender der Parent Teachers Association (PTA) der Crab Island School und auch der erste stellvertretende Vorsitzende der National Draughtts Association und auch der Präsident der July 22nd Draughts Vous.

### Vereine
Seine Fußballkarriere begann er in jungen Jahren, als er für die Mohammedan Primary School spielte, dann für die Methodist Boys High School – Aggrey House. Er war Kapitän und wurde vom verstorbenen Francis Eku Forbes entdeckt, als er von 1959 bis 1963 bei den White Phantoms spielte. Im Jahr 1963 gründeten sie den FC Arrance, der bis 1967 bestand, als die Mannschaft in den FC Adonis umgewandelt wurde.

### Nationalmannschaft
Sein Länderspieldebüt gab er 1959 gegen Kap Verde. Am 28. November 1959 besiegte die Gambische Fußballnationalmannschaft die Kapverdische Fußballnationalmannschaft mit 3:2, als er von Ousman K. Saho und seinem Assistenten Pa Luis Prom in den Kader eingeladen wurde. Er hatte 36 internationale Auftritte für Gambia.

## Erfolge
Mit den White Phantoms gewann er drei Mal die Ligameisterschaft, drei Mal den FA Cups und mit Arrance FC gewann er 1967/68 die Ligameisterschaft und mit Adonis 1972/73 die Ligameisterschaft. Beim Cocker's Cup gewannen die Arrance FC am 6. November 1966 mit Drammeh gegen die Augustinians mit 2:1 Toren.